# Місцеві вибори у Хмельницькому 2020
Місцеві вибори в Хмельницькому 2020 — чергові вибори Хмельницького міського голови та вибори депутатів Хмельницької міськради, що відбулися 25 жовтня 2020 року.

## Вибори до міської ради

#### За суб'єктами висування
| Суб'єкт висування                                       | Кількість обраних депутатів | %      |
| ------------------------------------------------------- | --------------------------- | ------ |
| Коаліція                                                |                             |        |
| Політична партія Команда Симчишина                      | 26                          | 57,17% |
| Політична партія Всеукраїнське об'єднання «Батьківщина» | 4                           | 7,45%  |
| Політична партія Європейська Солідарність               | 4                           | 7,18%  |
| Опозиція                                                |                             |        |
| Політична партія Слуга народу                           | 4                           | 7,27%  |
| Політична партія За майбутнє (партія)                   | 4                           | 6,65%  |

## Передвиборча кампанія
Передвиборча кампанія почалась з 5-ого вересня 2020-ого року. Більше всього реклам було у головного опонента до Олександра Симчишина — у Інни Ящук, яка іноді в роликах повторяла слова в передвиборчої кампанії Володимира Зеленського.
Наперекір рішучості Інни Ящук залучити на свою сторону виборців Хмельницького, чинний мер як і раніше мав найвищий рейтинг. Серед більшості хто вирішився голосувати саме підтримували кандидатуру Олександра Симчишина. В кінці серпня 2020 року, за даними різних опитувань, рівень підтримки Симчишина не опускався нижче 60%, іноді досягаючи 80%. З приводу виборів міського голови Хмельницького новинне видання Цензор.нет висловило таку думку: "Де, зрозуміло, що шансів немає – це Хмельницький. Там у чинного мера практично 93% підтримки…".
Що стосується другого опонента Олександра Симчишина, Анатолія Собко, висуванця від Політичної партії «За конкретні справи», то варто відзначити, що у нього досить насичені передвиборчі обіцянки, відповідні його підприємницькому статусу і назви партії, від якої він балотується. Примітно, що Собко не є новим персонажем на політичній арені у Хмельницькому. Ще у 2010 році він став депутатом Хмельницької обласної ради, балотуючись від Партії регіонів. У 2015 році він знову був переобраний, однак на цей раз, як самовисуванець. В 2019 році він балотувався на виборах до Верховної Ради України по округу 187, але програв. Що стосовно його передвиборчої програми, то він обіцяє реалізувати програму, котра називається «Реконструкція старого житлового фонду» у Хмельницькому, поступово переселяючи жителів із аварійних будинків. Крім цього, у своїй програмі він заявив, що частина коштів місцевого бюджету буде направлена на реконструкцію системи зливних каналізацій й щорічне створення нових рекреаційних «зелених зон» у Хмельницькому. Поряд з цим Анатолій Собко турбується про молодь Хмельницького та обіцяє підтримувати її розвиток, запускаючи інвестиційні проекти. На додаток до цього кандидат має намір запровадити підготовку педагогів-фахівців за кордоном для забезпечення європейського рівня інклюзивного навчання в обласному центрі.

## Результати
Мером міста в першому турі було переобрано Олександра Симчишина:
| Кандидат                                  | %       | Голосів |
| ----------------------------------------- | ------- | ------- |
| 1. Олександр Симчишин (ВО «Свобода»)      | 86,83 % | 74 062  |
| 2. Інна Ящук («Слуга народу»)             | 4,90 %  | 4 181   |
| 3. Анатолій Собко («За конкретні справи») | 2,56 %  | 2 184   |
| 4. Богдан Лукашук (ВО «Батьківщина»)      | 2,18 %  | 1 867   |
| 5. Іван Гончар («Сила і Честь»)           | 2,07 %  | 1 773   |

## Див також
- Місцеві вибори в Хмельницькій області 2020